# پیشتازان فضا (فیلم)
پیشتازان فضا (به انگلیسی: Star Trek) یا سفر ستاره‌ای، نام یک فیلم علمی–تخیلی سال ۲۰۰۹ میلادی است.
این فیلم که یازدهمین فیلم از سری فیلمهای ساخته شده بر اساس مجموعه قدیمی پیشتازان فضا است، توسط جی جی آبرامز کارگردانی شده و نویسنده فیلم‌نامه آن روبرتو اورکی و الکس کورتزمان هستند. شخصیت‌های اصلی مجموعه قدیمی، در این فیلم با بازی هنرپیشگان جدید حضور دارند. داستان این فیلم، بازگشت به گذشته و بررسی شخصیت مسافران سفینه فضایی انترپرایز در مجموعه اصلی است. جیمز کرک (با بازی کریس پاین) و اسپاک (با بازی زاکاری کوئینتو)، پیش از آنکه در سفینه انترپرایز به هم بپیوندند با یک رومولان به نام نرو (با بازی اریک بانا) که از آینده آمده‌است و تهدیدی برای «فدراسیون متحد سیارات» به‌شمار می‌رود، به نبرد می‌پردازند.

## داستان فیلم
فیلم که عنوان کامل آن «پیشتازان فضا: سال‌های جوانی» می‌باشد، روایتی است از زمان پیش از نخستین سفر فضایی سفینه انترپرایز و نخستین ملاقات بین کاپیتان کرک و اسپاک. شخصیت‌های آشنای دیگر از جمله اوهارا، بونز یا مک کوی، اسکاتی، سولو و چخوف نیز با چهره‌های جوان خود در فیلم ظاهر می‌شوند.
جیمز کرک، جوانیست پر انرژی و بشدت مستعد که سعی در پر کردن جای پدر مقتول و قهرمان خود را دارد. سرنوشت، او را در ماجراهایی با اسپاک، جوانی دو رگه (نصف انسان، نصف از نژاد ولکان) در یک مسیر قرار می‌دهد.
از طرف دیگر، نرو از نژاد رومولان‌ها، با سلاحی مهلک و فناوری از آینده، قصد انتقام از دنیاهای عضو فدراسیون را دارد. او بخصوص بدنبال گرفتن انتقام از اسپاک است که در آینده به‌طور تصادفی دنیای رمولان‌ها را نابود می‌کند. نرو دنیای ولکان‌ها (و ۶ میلیارد باشندگان آن) را نابود می‌کند و سپس سراغ زمین می‌رود. اسپاک و «جیمی» به مبارزه با او برمی‌خیزند و …
در طول داستان، چگونگی پیوند خوردن شخصیت‌های خدمه، و تولد تیم سفینهٔ انترپرایز به تصویر کشیده می‌شود.

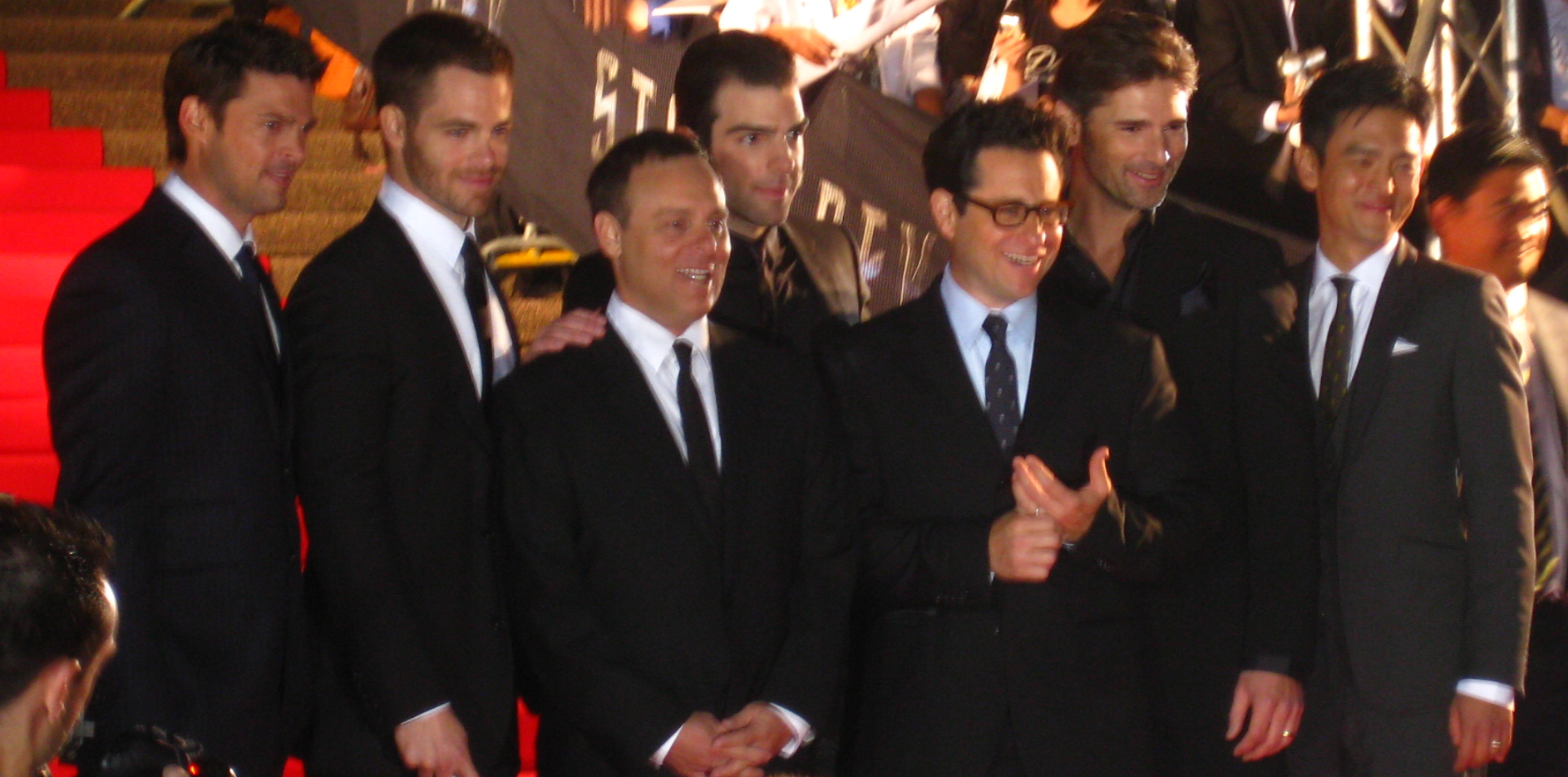
آبرامز و بازیگران پیشتازان فضا در یک ضیافت در سیدنی پس از اکران فیلم

در سال ۲۲۳۳ م، سفینه فضایی فدراسیون یو اس اس کلوین یک "طوفان رعد و برق" در فضا را بررسی میکند. یک کشتی رومولان به نام سفینه نارادا از طوفان بیرون می‌آید و به سفینه کلوین حمله می‌کند، سپس از کاپیتان سفینه کلوین، روباو می‌خواهد تا برای مذاکره آتش‌بس وارد کشتی آنان شود. کاپیتان روباو در مورد تاریخ ستاره فعلی و یک سفیر "اسپاک" که او را نمی شناسد توسط آنها مورد سوال قرار می گیرد. فرمانده سفینه نارادا، کاپیتان نرون، وی را می کشد و حمله به سفینه کلوین را از سر می گیرد. جورج کرک، افسر اول سفینه کلوین، به پرسنل کشتی، از جمله همسر باردارش وینونا، دستور می دهد که سفینه کلوین را رها کنند در حالی که او هدایتگر سفینه کلوین در مسیر برخورد با سفینه نارادا است، زیرا خلبان خودکار سفینه کلوین از کار افتاده است. در حالی که جورج کرک جان خود را فدا می کند، وینونا جیمز تیبریوس کرک را به دنیا می آورد.
بیست و دو سال بعد در سیاره ولکان، اسپاک جوان در آکادمی علوم ولکان پذیرفته میشود. با درک اینکه آکادمی ولکان، مادر زمینی وی، آماندا، را به عنوان یک "مضر" می بیند و وی در عوض به آکادمی استار فلیت میپیوندد.
در روی سیاره زمین، پس از دعوای بار با کادت های استار فلیت که نیوتا اوهورا را همراهی می کنند، جیمز کرک بالغ با کاپیتان کریستوفر پایک ملاقات می کند که او را تشویق می کند تا در آکادمی Starfleet ثبت نام کند. جیمز کرک در آنجا با دکتر لئونارد مک کوی آشنا می شود و با او دوست می شود. سه سال بعد، فرمانده اسپاک، جیمز کرک را به تقلب در طول شبیه سازی کوبایاشی مارو متهم می کند. جیمز کرک استدلال می کند که تقلب قابل قبول است زیرا شبیه سازی به گونه ای طراحی شده بود که شکست ناپذیر باشد. جلسه انضباطی با یک سیگنال پریشانی از سیاره ولکان قطع می شود. با خارج از محدوده بودن ناوگان اولیه، دانشجویان بسیجی آکادمی، بسیج می شوند. مک کوی و جیمز کرک سوار کشتی کاپیتان کریستوفر پایک، سفینه اینترپرایز می شوند.
در سفینه اینترپرایز جیمز کرک با درک اینکه "طوفان رعد و برق" مشاهده شده در نزدیکی سیاره ولکان مشابه همان طوفان زمانی است که او به دنیا آمد، کاپیتان کریستوفر پایک را متقاعد می کند که سیگنال یک تله است. با رسیدن به سیاره ولکان، اینترپرایز متوجه می شود که ناوگان نابود شده و سفینه نارادا در حال حفاری در هسته ولکان هستند. سفینه نارادا به اینترپرایز حمله می کند و کاپیتان پایک تسلیم می شود و فرماندهی کشتی اینترپرایز را به اسپاک محول می کند و جیمز کرک را به افسر اول سفینه ارتقا می دهد.
جیمز کرک، هیکارو سولو و مهندس ارشد اولسون یک پرش فضایی روی سکوی حفاری انجام می‌دهند. در حالی که اولسون در میانه پرش کشته می شود، کرک و سولو تمرین را غیرفعال می کنند، اما نمی توانند مانع پرتاب "ماده قرمز" توسط کاپیتان نرون به هسته سیاره ولکان شوند که سیاهچاله ای مصنوعی را تشکیل می دهد که سیاره ولکان را نابود می کند. سفینه اینترپرایز پدر کاپیتان اسپاک، سارک، و شورای عالی را قبل از نابودی سیاره ولکان نجات می‌دهد، اما مادر کاپیتان اسپاک، آماندا قبل از اینکه حمل‌کننده سفینه بتواند او را قفل کند، جان خود را از دست می‌دهد. با نزدیک شدن سفینه نارادا به سیاره زمین، کاپیتان نرون برای دسترسی به کدهای دفاعی زمین، کاپیتان پایک را شکنجه می کند.
کاپیتان اسپاک پس از تلاش برای شورش، جیمز کرک را به دلتا وگا وادار می کند. در آنجا، جیمز کرک با کاپیتان اسپاک مسن‌تری در یک جدول زمانی دیگر روبرو می‌شود که توضیح می‌دهد که او و کاپیتان نرون از سال ۲۳۷۸م هستند که در آینده، سیاره رومولوس توسط یک ابرنواختر تهدید میشود هنگامی که اسپاک تلاش میکرد آن را با ماده قرمز متوقف کند نقشه او شکست خورد و در نتیجه خانواده کاپیتان نرون به همراه سیاره رومولوس از بین رفتند، در حالی که سفینه نارادا و کاپیتان اسپاک در سیاهچاله گرفتار شدند و در زمان به عقب بازگشتند.
آنها به فاصله 25 سال به عقب فرستاده شدند، در این زمان کاپیتان نرون به سفینه کلوین حمله کرد، تاریخ را تغییر داد و یک جهان موازی ایجاد کرد. پس از ورود اسپاک، کاپیتان نرون او را در دلتا وگا رها کرد تا نابودی سیاره ولکان را تماشا کند. جیمز کرک و اسپاک بزرگ با رسیدن به یک پاسگاه استارفلیت، با مونتگومری «اسکاتی» اسکات ملاقات می‌کنند، که یک سیستم حمل‌ونقل trans-warp را طراحی می‌کند و به او و جیمز کرک اجازه می‌دهد تا به اینترپرایز بپیوندند.
با پیروی از توصیه کاپیتان اسپاک مسن تر، جیمز کرک، کاپیتان اسپاک جوانتر را تحریک می کند تا به او حمله کند، و اسپاک را مجبور می کند که خود را از نظر عاطفی در معرض خطر قرار دهد و فرماندهی را به جیمز کرک واگذار کند. پس از صحبت با سارک، کاپیتان اسپاک تصمیم می گیرد به جیمز کرک کمک کند. در حالی که سفینه اینترپرایز در ابرهای گازی تیتان پنهان می شود، کرک و اسپاک به سفینه نارادا میپیوندند. جیمز کرک با کاپیتان نرون مبارزه می کند و کاپیتان پایک را نجات می دهد، در حالی که اسپاک از کشتی اسپاک مسن تر برای نابود کردن مته استفاده می کند. اسپاک سفینه نارادا را از زمین دور می کند و کشتی خود را برای برخورد با سفینه نارادا قرار می دهد. اینترپرایز کرک، پایک، و اسپاک را به کشتی می پذیرد. کشتی اسپاک قدیمی و نارادا با هم برخورد می کنند و ماده قرمز را مشتعل می کند.سفینه نارادا در سیاه چاله ای که اینترپرایز از آن فرار می کند، مصرف می شود.
جیمز کرک به درجه کاپیتان ارتقا پیدا می کند و فرماندهی اینترپرایز به او داده می شود، در حالی که کاپیتان پایک به عنوان دریاسالار ترفیع می یابد. کاپیتان اسپاک با مسن تر خودش روبرو می شود که او را متقاعد می کند که به خدمت در استارفیلیت ادامه دهد و او را تشویق می کند تا آنچه را که به نظر می رسد درست است به جای آنچه منطقی است انجام دهد. اسپاک اولین افسر تحت فرمان کاپیتان کرک می شود.